# Escaria
Escaria is een geslacht van vlinders van de familie uilen (Noctuidae), uit de onderfamilie Hadeninae.

## Soorten
- E. clauda Grote, 1882
- E. homogena McDunnough, 1922